# Kanada az 1996. évi nyári olimpiai játékokon
Kanada az egyesült államokbeli Atlantában megrendezett 1996. évi nyári olimpiai játékok egyik részt vevő nemzete volt. Az országot az olimpián 25 sportágban 304 sportoló képviselte, akik összesen 22 érmet szereztek.

## Érmesek
| Érem  | Versenyző | Sportág       | Versenyszám                                |
| ----- | --- | ------------- | ------------------------------------------ |
| Arany | Donovan Bailey | Atlétika      | Férfi 100 m                                |
| Arany | Robert Esmie Glenroy Gilbert Bruny Surin Donovan Bailey Carlton Chambers                                                                               | Atlétika      | Férfi 4 × 100 m váltó                      |
| Arany | Marnie McBean Kathleen Heddle | Evezés        | Női kétpárevezős                           |
| Ezüst | Gia Sissaouri | Birkózás      | Szabadfogás, 57 kg                         |
| Ezüst | Derek Porter | Evezés        | Férfi egypárevezős                         |
| Ezüst | Jeff Lay Dave Boyes Gavin Hassett Brian Peaker | Evezés        | Férfi könnyűsúlyú kormányos nélküli négyes |
| Ezüst | Silken Laumann | Evezés        | Női egypárevezős                           |
| Ezüst | Heather McDermid Tosha Tsang Maria Maunder Alison Korn Emma Robinson Anna Van der Kamp Jessica Monroe Theresa Luke Lesley Thompson-Willie              | Evezés        | Női nyolcas                                |
| Ezüst | Caroline Brunet | Kajak-kenu    | Női kajak egyes 500 m                      |
| Ezüst | Brian Walton | Kerékpározás  | Férfi pontverseny                          |
| Ezüst | Alison Sydor | Kerékpározás  | Női terep-kerékpározás                     |
| Ezüst | David Defiagbon | Ökölvívás     | Nehézsúly                                  |
| Ezüst | Lisa Alexander Janice Bremner Karen Clark Karen Fonteyne Sylvie Fréchette Valérie Hould-Marchand Kasia Kulesza Christine Larsen Cari Read Erin Woodley | Szinkronúszás | Csapat                                     |
| Ezüst | Marianne Limpert | Úszás         | Női 200 m vegyes                           |
| Bronz | Laryssa Biesenthal Marnie McBean Diane O'Grady Kathleen Heddle                                                                                         | Evezés        | Női négypárevezős                          |
| Bronz | Curt Harnett | Kerékpározás  | Férfi egyéni sprint                        |
| Bronz | Clara Hughes | Kerékpározás  | Női egyéni mezőnyverseny                   |
| Bronz | Clara Hughes | Kerékpározás  | Női egyéni időfutam                        |
| Bronz | Annie Pelletier | Műugrás       | Női egyéni műugrás                         |
| Bronz | John Child Mark Heese | Röplabda      | Férfi strandröplabda                       |
| Bronz | Curtis Myden | Úszás         | Férfi 200 m vegyes                         |
| Bronz | Curtis Myden | Úszás         | Férfi 400 m vegyes                         |

## Asztalitenisz
Férfi
| Versenyző           | Versenyszám | Csoportkör | Csoportkör | Nyolcaddöntő                                       | Negyeddöntő                                    | Elődöntő          | Döntő             | Helyezés |
| Versenyző           | Versenyszám | Ellenfél Eredmény | Hely.      | Ellenfél Eredmény                                  | Ellenfél Eredmény                              | Ellenfél Eredmény | Ellenfél Eredmény | Helyezés |
| ------------------- | ----------- | --- | ---------- | -------------------------------------------------- | ---------------------------------------------- | ----------------- | ----------------- | -------- |
| Johnny Huang        | Egyes       | M csoport · Sule Olaleye (NGR) · 2:0 · David Zhuang (USA) · 2:0 · Xinhua Chen (GBR) · 2:0                                                                                            | 1.         | Jan-Ove Waldner (SWE) · 21–15, 17–21, 21–16, 21–17 | Liu Guoliang (CHN) · 21–9, 19–21, 16–21, 16–21 | kiesett           | kiesett           | 5.       |
| Joe Ng              | Egyes       | O csoport · Macusita Kódzsi (JPN) · 0:2 · Andrzej Grubba (POL) · 0:2 · Anton Suseno (INA) · 0:2                                                                                      | 4.         | kiesett                                            | kiesett                                        | kiesett           | kiesett           | 49.      |
| Joe Ng Johnny Huang | Páros       | E csoport · Ausztria (AUT) · Karl Jindrak · Werner Schlager · 0:2 · Németország (GER) · Jörg Roßkopf · Steffen Fetzner · 0:2 · Brazília (BRA) · Giuliano Peixoto · Hugo Hoyama · 2:0 | 3.         |                                                    | kiesett                                        | kiesett           | kiesett           | 17.      |

Női
| Versenyző                | Versenyszám | Csoportkör | Csoportkör | Nyolcaddöntő                                    | Negyeddöntő       | Elődöntő          | Döntő             | Helyezés |
| Versenyző                | Versenyszám | Ellenfél Eredmény | Hely.      | Ellenfél Eredmény                               | Ellenfél Eredmény | Ellenfél Eredmény | Ellenfél Eredmény | Helyezés |
| ------------------------ | ----------- | --- | ---------- | ----------------------------------------------- | ----------------- | ----------------- | ----------------- | -------- |
| Lijuan Geng              | Egyes       | F csoport · Gerdie Keen (NED) · 2:0 · Pak Kjonge (Park Gyeong-ae) (KOR) · 2:0                                                   | 1.         | Chan Tan Lui (HKG) · 21–14, 17–21, 11–21, 14–21 | kiesett           | kiesett           | kiesett           | 9.       |
| Barbara Chiu Lijuan Geng | Páros       | A csoport · Franciaország (FRA) · Emmanuelle Coubat · Xiao-Ming Wang-Dréchou · 0:2 · Kína (CHN) · Deng Yaping · Qiao Hong · 0:2 | 3.         |                                                 | kiesett           | kiesett           | kiesett           | 17.      |

## Atlétika
Férfi
| Versenyző                                                                | Versenyszám     | Előfutam      | Előfutam      | Előfutam      | Negyeddöntő | Negyeddöntő | Negyeddöntő | Elődöntő | Elődöntő | Elődöntő | Döntő   | Döntő    |
| Versenyző                                                                | Versenyszám     | Idő           | Hely.         | Össz.         | Idő         | Hely.       | Össz.       | Idő      | Hely.    | Össz.    | Idő     | Helyezés |
| ------------------------------------------------------------------------ | --------------- | ------------- | ------------- | ------------- | ----------- | ----------- | ----------- | -------- | -------- | -------- | ------- | -------- |
| Donovan Bailey                                                           | 100 m           | 10,24         | 1.            | 9.**          | 10,05       | 2.          | 5.          | 10,00    | 2.       | 3.*      | 9,84    |          |
| Bruny Surin                                                              | 100 m           | 10,18         | 2.            | 7.            | 10,13       | 2.          | 9.          | 10,13    | 5.       | 9.       | kiesett | kiesett  |
| Glenroy Gilbert                                                          | 100 m           | 10,34         | 2.            | 27.****       | 10,28       | 5.          | 22.         | kiesett  | kiesett  | kiesett  | kiesett | kiesett  |
| O’Brian Gibbons                                                          | 200 m           | 20,79         | 5.            | 34.           | kiesett     | kiesett     | kiesett     | kiesett  | kiesett  | kiesett  | kiesett | kiesett  |
| Carlton Chambers                                                         | 200 m           | 21,32         | 6.            | 66.           | kiesett     | kiesett     | kiesett     | kiesett  | kiesett  | kiesett  | kiesett | kiesett  |
| Peter Ogilvie                                                            | 200 m           | 22,00         | 7.            | 74.           | kiesett     | kiesett     | kiesett     | kiesett  | kiesett  | kiesett  | kiesett | kiesett  |
| Graham Hood                                                              | 1500 m          | nem ért célba | nem ért célba | nem ért célba |             |             |             | kiesett  | kiesett  | kiesett  | kiesett | kiesett  |
| Jeff Schiebler                                                           | 10 000 m        | 29:47,79      | 21.           | 37.           |             |             |             |          |          |          | kiesett | kiesett  |
| Peter Fonseca                                                            | Maraton         |               |               |               |             |             |             |          |          |          | 2:17:28 | 21.      |
| Carey Nelson                                                             | Maraton         |               |               |               |             |             |             |          |          |          | 2:19:39 | 35.      |
| Bruce Deacon                                                             | Maraton         |               |               |               |             |             |             |          |          |          | 2:19:56 | 39.      |
| Tim Kroeker                                                              | 110 m gát       | 13,74         | 5.            | 27.***        | 14,14       | 8.          | 30.         | kiesett  | kiesett  | kiesett  | kiesett | kiesett  |
| Joël Bourgeois                                                           | 3000 m akadály  | 8:28,14       | 4.            | 4.            |             |             |             | 8:31,45  | 7.       | 16.      | kiesett | kiesett  |
| Robert Esmie Glenroy Gilbert Bruny Surin Donovan Bailey Carlton Chambers | 4 × 100 m váltó | 38,68         | 1.            | 2.            |             |             |             | 38,36    | 1.       | 2.       | 37,69   |          |
| Martin St. Pierre                                                        | 20 km gyaloglás |               |               |               |             |             |             |          |          |          | 1:26:37 | 36.      |
| Arturo Huerta                                                            | 20 km gyaloglás |               |               |               |             |             |             |          |          |          | 1:28:23 | 42.      |
| Tim Berrett                                                              | 50 km gyaloglás |               |               |               |             |             |             |          |          |          | 3:51:28 | 10.      |

| Versenyző          | Versenyszám   | Selejtező | Selejtező | Döntő    | Döntő    |
| Versenyző          | Versenyszám   | Eredmény  | Helyezés  | Eredmény | Helyezés |
| ------------------ | ------------- | --------- | --------- | -------- | -------- |
| Charles Lefrançois | Magasugrás    | 226 cm    | 15.       | kiesett  | kiesett  |
| Richard Duncan     | Távolugrás    | 761 cm    | 33.*      | kiesett  | kiesett  |
| Brad Snyder        | Súlylökés     | 17,98 m   | 31.       | kiesett  | kiesett  |
| Jason Tunks        | Diszkoszvetés | 55,58 m   | 33.       | kiesett  | kiesett  |

| Versenyző  | Versenyszám | 100 m | 100 m | Távolugrás | Távolugrás | Súlylökés | Súlylökés | Magasugrás | Magasugrás | 400 m | 400 m | 110 m gát | 110 m gát | Diszkoszvetés | Diszkoszvetés | Rúdugrás | Rúdugrás | Gerelyhajítás | Gerelyhajítás | 1500 m  | 1500 m | Végeredmény | Végeredmény |
| Versenyző  | Versenyszám | Idő   | Pont  | Eredmény   | Pont       | Eredmény  | Pont      | Eredmény   | Pont       | Idő   | Pont  | Idő       | Pont      | Eredmény      | Pont          | Eredmény | Pont     | Eredmény      | Pont          | Idő     | Pont   | Pont        | Helyezés    |
| ---------- | ----------- | ----- | ----- | ---------- | ---------- | --------- | --------- | ---------- | ---------- | ----- | ----- | --------- | --------- | ------------- | ------------- | -------- | -------- | ------------- | ------------- | ------- | ------ | ----------- | ----------- |
| Mike Smith | Tízpróba    | 11,08 | 843   | 747 cm     | 927        | 16,97 m   | 911       | 195 cm     | 758        | 51,97 | 726   | 14,78     | 876       | 49,54 m       | 861           | 500 cm   | 910      | 64,34 m       | 803           | 4:43,81 | 656    | 8271        | 13.         |

Női
| Versenyző                                                | Versenyszám     | Előfutam | Előfutam | Előfutam | Negyeddöntő | Negyeddöntő | Negyeddöntő | Elődöntő | Elődöntő | Elődöntő | Döntő   | Döntő    |
| Versenyző                                                | Versenyszám     | Idő      | Hely.    | Össz.    | Idő         | Hely.       | Össz.       | Idő      | Hely.    | Össz.    | Idő     | Helyezés |
| -------------------------------------------------------- | --------------- | -------- | -------- | -------- | ----------- | ----------- | ----------- | -------- | -------- | -------- | ------- | -------- |
| Tara Perry                                               | 200 m           | 23,46    | 6.       | 33.      | kiesett     | kiesett     | kiesett     | kiesett  | kiesett  | kiesett  | kiesett | kiesett  |
| LaDonna Antoine                                          | 400 m           | 51,99    | 4.       | 16.*     | 52,03       | 6.          | 23.         | kiesett  | kiesett  | kiesett  | kiesett | kiesett  |
| Charmaine Crooks                                         | 800 m           | 2:00,27  | 6.       | 18.      |             |             |             | kiesett  | kiesett  | kiesett  | kiesett | kiesett  |
| Leah Pells                                               | 1500 m          | 4:13,17  | 8.       | 16.      |             |             |             | 4:06,26  | 4.       | 4.       | 4:03,56 | 4.       |
| Paula Schnurr                                            | 1500 m          | 4:29,67  | 10.      | 31.      |             |             |             | kiesett  | kiesett  | kiesett  | kiesett | kiesett  |
| Kathy Butler                                             | 5000 m          | 15:47,50 | 8.       | 24.      |             |             |             |          |          |          | kiesett | kiesett  |
| Robyn Meagher                                            | 5000 m          | 16:24,49 | 14.      | 43.      |             |             |             |          |          |          | kiesett | kiesett  |
| Danuta Bartoszek                                         | Maraton         |          |          |          |             |             |             |          |          |          | 2:37:06 | 32.      |
| May Allison                                              | Maraton         |          |          |          |             |             |             |          |          |          | 2:44:38 | 52.      |
| Katie Anderson                                           | 100 m gát       | 12,86    | 1.       | 8.*      | 13,17       | 7.          | 28.*        | kiesett  | kiesett  | kiesett  | kiesett | kiesett  |
| Lesley Tashlin                                           | 100 m gát       | 13,61    | 7.       | 37.      | kiesett     | kiesett     | kiesett     | kiesett  | kiesett  | kiesett  | kiesett | kiesett  |
| Sonia Paquette                                           | 100 m gát       | 13,29    | 7.       | 33.      | kiesett     | kiesett     | kiesett     | kiesett  | kiesett  | kiesett  | kiesett | kiesett  |
| Rosey Edeh                                               | 400 m gát       | 55,64    | 4.       | 11.*     |             |             |             | 54,49    | 3.       | 7.       | 54,39   | 6.       |
| Katie Anderson Tara Perry LaDonna Antoine Lesley Tashlin | 4 × 100 m váltó | 44,34    | 5.       | 13.      |             |             |             |          |          |          | kiesett | kiesett  |
| Janice McCaffrey                                         | 10 km gyaloglás |          |          |          |             |             |             |          |          |          | 45:47   | 25.      |
| Tina Poitras                                             | 10 km gyaloglás |          |          |          |             |             |             |          |          |          | 46:51   | 32.      |

| Versenyző       | Versenyszám | Selejtező | Selejtező | Döntő    | Döntő    |
| Versenyző       | Versenyszám | Eredmény  | Helyezés  | Eredmény | Helyezés |
| --------------- | ----------- | --------- | --------- | -------- | -------- |
| Nicole Devonish | Távolugrás  | 574 cm    | 34.       | kiesett  | kiesett  |

| Versenyző            | Versenyszám | 100 m gát | 100 m gát | Magasugrás | Magasugrás | Súlylökés | Súlylökés | 200 m | 200 m | Távolugrás            | Távolugrás            | Gerelyhajítás | Gerelyhajítás | 800 m   | 800 m | Végeredmény | Végeredmény |
| Versenyző            | Versenyszám | Idő       | Pont      | Eredmény   | Pont       | Eredmény  | Pont      | Idő   | Pont  | Eredmény              | Pont                  | Eredmény      | Pont          | Idő     | Pont  | Pont        | Helyezés    |
| -------------------- | ----------- | --------- | --------- | ---------- | ---------- | --------- | --------- | ----- | ----- | --------------------- | --------------------- | ------------- | ------------- | ------- | ----- | ----------- | ----------- |
| Catherine Bond-Mills | Hétpróba    | 13,66     | 1027      | 183 cm     | 1016       | 12,86 m   | 718       | 24,90 | 896   | érvényes ugrás nélkül | érvényes ugrás nélkül | 40,56 m       | 678           | 2:14,50 | 900   | 5235        | 25.         |

* - egy másik versenyzővel azonos eredményt ért el

** - két másik versenyzővel azonos eredményt ért el

*** - három másik versenyzővel azonos eredményt ért el

**** - négy másik versenyzővel azonos eredményt ért el

## Birkózás
Kötöttfogású
| Versenyző        | Versenyszám | 32-es főtábla                 | Nyolcaddöntő      | Negyeddöntő       | Elődöntő          | Vigaszág 2. kör                             | Vigaszág 3. kör               | Vigaszág 4. kör   | Vigaszág 5. kör   | Vigaszág 6. kör   | Bronz- mérkőzés   | Döntő             | Helyezés |
| Versenyző        | Versenyszám | Ellenfél Eredmény             | Ellenfél Eredmény | Ellenfél Eredmény | Ellenfél Eredmény | Ellenfél Eredmény                           | Ellenfél Eredmény             | Ellenfél Eredmény | Ellenfél Eredmény | Ellenfél Eredmény | Ellenfél Eredmény | Ellenfél Eredmény | Helyezés |
| ---------------- | ----------- | ----------------------------- | ----------------- | ----------------- | ----------------- | ------------------------------------------- | ----------------------------- | ----------------- | ----------------- | ----------------- | ----------------- | ----------------- | -------- |
| Ainsley Robinson | 62 kg       | David Zuniga (USA) · 2–3      |                   |                   |                   | Cshö Szangszon (Choi Sang-Seon) (KOR) · 0–7 | kiesett                       | kiesett           | kiesett           | kiesett           | kiesett           |                   | 18.      |
| Colin Daynes     | 68 kg       | Grigory Pulyayev (UZB) · 0–12 |                   |                   |                   | Anwar Kandafil (MAR) · 5–4                  | Szamvel Manoukjan (ARM) · 3–9 | kiesett           | kiesett           | kiesett           | kiesett           |                   | 14.      |
| Doug Cox         | 90 kg       | Goran Kasum (SCG) · 0–3       |                   |                   |                   | Fahr-ud-Din Hodžić (BIH) · 2–5              | kiesett                       | kiesett           | kiesett           | kiesett           | kiesett           |                   | 19.      |
| Colbie Bell      | 100 kg      | Héctor Milián (CUB) · 0–12    |                   |                   |                   | Bak'ur Gogit'idze (GEO) · 0–3               | kiesett                       | kiesett           | kiesett           | kiesett           | kiesett           |                   | 17.      |
| Yogi Johl        | 130 kg      | Helger Hallik (EST) · 0–0     |                   |                   |                   | Gheorghe Amariei (ROU) · 3–1                | Raul Dgvoreli (TJK) · 0–2     | kiesett           | kiesett           | kiesett           | kiesett           |                   | 13.      |

Szabadfogású
| Versenyző      | Versenyszám | 32-es főtábla                            | Nyolcaddöntő                    | Negyeddöntő                    | Elődöntő                   | Vigaszág 2. kör             | Vigaszág 3. kör                 | Vigaszág 4. kör                 | Vigaszág 5. kör             | Vigaszág 6. kör   | Bronz- mérkőzés                                 | Döntő                     | Helyezés |
| Versenyző      | Versenyszám | Ellenfél Eredmény                        | Ellenfél Eredmény               | Ellenfél Eredmény              | Ellenfél Eredmény          | Ellenfél Eredmény           | Ellenfél Eredmény               | Ellenfél Eredmény               | Ellenfél Eredmény           | Ellenfél Eredmény | Ellenfél Eredmény                               | Ellenfél Eredmény         | Helyezés |
| -------------- | ----------- | ---------------------------------------- | ------------------------------- | ------------------------------ | -------------------------- | --------------------------- | ------------------------------- | ------------------------------- | --------------------------- | ----------------- | ----------------------------------------------- | ------------------------- | -------- |
| Paul Ragusa    | 48 kg       | Luvsan–Ishiin Sergelenbaatar (MGL) · 1–7 |                                 |                                |                            | Vugar Orudzsov (RUS) · 0–12 | kiesett                         | kiesett                         | kiesett                     | kiesett           | kiesett                                         |                           | 16.      |
| Greg Woodcroft | 52 kg       | Maulen Mamirov (KAZ) · 0–10              |                                 |                                |                            | Greg Fitzgerald (AUS) · 6–0 | Roman Kollar (SVK) · 6–3        | Lou Rosselli (USA) · 0–0        | Metin Topaktaş (TUR) · 1–13 |                   | A 7. helyért · Adkhamdzhon Akhilov (UZB) · 0–11 |                           | 8.       |
| Gia Sissaouri  | 57 kg       | Tserenbaataryn Tsogtbayar (MGL) · 8–3    | Bagautgyin Umahanov (RUS) · 1–1 | Damir Zakhartdinov (UZB) · 8–0 | Saban Trsztena (MKD) · 4–1 |                             |                                 |                                 |                             |                   |                                                 | Kendall Cross (USA) · 3–5 |          |
| Marty Calder   | 62 kg       | Jürgen Scheibe (GER) · 2–4               |                                 |                                |                            | Martin Müller (SUI) · 6–0   | Anibál Nieves (PUR) · 3–0       | Arút Parszekián (CYP) · 10–4    | Vada Takahiro (JPN) · 3–7   |                   | A 7. helyért · Ramil Islamov (UZB) · 9–1        |                           | 7.       |
| Craig Roberts  | 68 kg       | Richard Weiss (AUS) · 12–2               | Townsend Saunders (USA) · 1–3   |                                |                            |                             | Aleh Hohal (BLR) · 0–4          | kiesett                         | kiesett                     | kiesett           | kiesett                                         |                           | 12.      |
| David Hohl     | 74 kg       | Boris Budayev (UZB) · 3–4                |                                 |                                |                            | Rein Ozoline (AUS) · 11–5   | Anthony Avon Blume (CMR) · 10–0 | Alexander Leipold (GER) · 2–10  | kiesett                     | kiesett           | kiesett                                         |                           | 9.       |
| Scott Bianco   | 90 kg       | Iszlam Bajramukov (KAZ) · 2–5            |                                 |                                |                            | Robert Kostecki (POL) · 3–2 | Victor Kodei (NGR) · 0–7        | kiesett                         | kiesett                     | kiesett           | kiesett                                         |                           | 15.      |
| Oleg Ladik     | 100 kg      | Shkelqim Troplini (ALB) · 7–0            | Marek Garmulewicz (POL) · 0–3   |                                |                            |                             | Leri Habelovi (RUS) · 0–0       | Szagid Murtazalijev (UKR) · 1–4 |                             |                   | A 7. helyért · Szagid Murtazalijev (UKR) · 1–3  |                           | 8.       |
| Andy Borodow   | 130 kg      | Bruce Baumgartner (USA) · 0–10           |                                 |                                |                            | Igor Klimov (KAZ) · 5–3     | Pétrosz Búrndulisz (GRE) · 0–1  | kiesett                         | kiesett                     | kiesett           | kiesett                                         |                           | 14.      |

## Cselgáncs
Férfi
| Versenyző    | Versenyszám  | Selejtező                | 32-es főtábla                 | Nyolcaddöntő                | Negyeddöntő             | Elődöntő          | Vigaszág első kör | Vigaszág negyeddöntő     | Vigaszág elődöntő       | Bronz- mérkőzés   | Döntő             | Helyezés |
| Versenyző    | Versenyszám  | Ellenfél Eredmény        | Ellenfél Eredmény             | Ellenfél Eredmény           | Ellenfél Eredmény       | Ellenfél Eredmény | Ellenfél Eredmény | Ellenfél Eredmény        | Ellenfél Eredmény       | Ellenfél Eredmény | Ellenfél Eredmény | Helyezés |
| ------------ | ------------ | ------------------------ | ----------------------------- | --------------------------- | ----------------------- | ----------------- | ----------------- | ------------------------ | ----------------------- | ----------------- | ----------------- | -------- |
| Ewan Beaton  | Légsúly      | Pedro Caravana (POR) · V | kiesett                       | kiesett                     | kiesett                 | kiesett           |                   |                          |                         |                   |                   | 33.      |
| Taro Tan     | Harmatsúly   | erőnyerő                 | Zhang Guangjun (CHN) · GY     | Michel de Almeida (POR) · V | kiesett                 | kiesett           |                   |                          |                         |                   |                   | 17.      |
| Colin Morgan | Váltósúly    | erőnyerő                 | Soso Lip'art'eliani (GEO) · V | kiesett                     | kiesett                 | kiesett           |                   |                          |                         |                   |                   | 21.      |
| Nicolas Gill | Középsúly    | erőnyerő                 | Abel Ndenguet (CGO) · GY      | León Villar (ESP) · GY      | Marko Spittka (GER) · V |                   |                   | Edelmar Zanol (BRA) · GY | Mark Huizinga (NED) · V | kiesett           |                   | 7.       |
| Keith Morgan | Félnehézsúly | erőnyerő                 | Arturo Gutiérrez (MEX) · GY   | Antonio Felicité (MRI) · V  | kiesett                 | kiesett           |                   |                          |                         |                   |                   | 17.      |

Női
| Versenyző           | Versenyszám  | Selejtező               | Nyolcaddöntő               | Negyeddöntő                | Elődöntő          | Vigaszág első kör        | Vigaszág negyeddöntő                 | Vigaszág elődöntő | Bronz- mérkőzés   | Döntő             | Helyezés |
| Versenyző           | Versenyszám  | Ellenfél Eredmény       | Ellenfél Eredmény          | Ellenfél Eredmény          | Ellenfél Eredmény | Ellenfél Eredmény        | Ellenfél Eredmény                    | Ellenfél Eredmény | Ellenfél Eredmény | Ellenfél Eredmény | Helyezés |
| ------------------- | ------------ | ----------------------- | -------------------------- | -------------------------- | ----------------- | ------------------------ | ------------------------------------ | ----------------- | ----------------- | ----------------- | -------- |
| Carolyne Lepage     | Légsúly      | Yolanda Soler (ESP) · V |                            |                            |                   | Joyce Heron (GBR) · V    | kiesett                              | kiesett           | kiesett           |                   | 13.      |
| Nathalie Gosselin   | Harmatsúly   | erőnyerő                | Carolina Mariani (ARG) · V | kiesett                    | kiesett           |                          |                                      |                   |                   |                   | 14.      |
| Marie-Josée Morneau | Könnyűsúly   | erőnyerő                | Mizogucsi Noriko (JPN) · V | kiesett                    | kiesett           |                          |                                      |                   |                   |                   | 16.      |
| Michelle Buckingham | Váltósúly    | Jenny Gal (NED) · V     |                            |                            |                   | Ileana Beltran (CUB) · V | kiesett                              | kiesett           | kiesett           |                   | 13.      |
| Niki Jenkins        | Félnehézsúly | Estha Essombe (FRA) · V |                            |                            |                   | Diadenys Luna (CUB) · V  | kiesett                              | kiesett           | kiesett           |                   | 13.      |
| Nancy Filteau       | Nehézsúly    | erőnyerő                | Yeh Wen-Hua (TPE) · GY     | Estela Rodríguez (CUB) · V |                   |                          | Szon Hjonmi (Son Hyeon-Mi) (KOR) · V | kiesett           | kiesett           |                   | 9.       |

## Evezés
Férfi
| Versenyző | Versenyszám                          | Előfutam | Előfutam | 1. vigaszág | 1. vigaszág | 2. vigaszág | 2. vigaszág | Elődöntő | Elődöntő | Elődöntő | Döntő | Döntő   | Döntő | Helyezés |
| Versenyző | Versenyszám                          | Idő      | Hely.    | Idő         | Hely.       | Idő         | Hely.       | Típus    | Idő      | Hely.    | Típus | Idő     | Hely. | Helyezés |
| --- | ------------------------------------ | -------- | -------- | ----------- | ----------- | ----------- | ----------- | -------- | -------- | -------- | ----- | ------- | ----- | -------- |
| Derek Porter | Egypárevezős                         | 7:31,75  | 1.       | erőnyerő    | erőnyerő    |             |             | A/B      | 7:14,91  | 2.       | A     | 6:47,45 | 2.    |          |
| Michael Forgeron Todd Hallett                                                                                     | Kétpárevezős                         | 6:48,03  | 2.       | 6:51,93     | 1.          | erőnyerő    | erőnyerő    | A/B      | 6:46,35  | 4.       | B     | 6:18,37 | 1.    | 7.       |
| Greg Stevenson Phil Graham Henry Hering Mark Platt Darren Barber Andy Crosby Scott Brodie Adam Parfitt Pat Newman | Nyolcas                              | 5:44,00  | 2.       | 5:30,76     | 1.          |             |             |          |          |          | A     | 5:46,54 | 4.    | 4.       |
| Jeff Lay Dave Boyes Gavin Hassett Brian Peaker                                                                    | Könnyűsúlyú kormányos nélküli négyes | 6:18,55  | 1.       | erőnyerő    | erőnyerő    |             |             | A/B      | 6:10,38  | 2.       | A     | 6:10,13 | 2.    |          |

Női
| Versenyző | Versenyszám              | Előfutam | Előfutam | Vigaszág | Vigaszág | Elődöntő | Elődöntő | Elődöntő | Döntő | Döntő   | Döntő | Helyezés |
| Versenyző | Versenyszám              | Idő      | Hely.    | Idő      | Hely.    | Típus    | Idő      | Hely.    | Típus | Idő     | Hely. | Helyezés |
| --- | ------------------------ | -------- | -------- | -------- | -------- | -------- | -------- | -------- | ----- | ------- | ----- | -------- |
| Silken Laumann | Egypárevezős             | 8:10,57  | 2.       | 8:28,88  | 1.       | A/B      | 7:57,68  | 1.       | A     | 7:35,15 | 2.    |          |
| Marnie McBean Kathleen Heddle | Kétpárevezős             | 7:23,07  | 1.       | erőnyerő | erőnyerő | A/B      | 7:11,21  | 1.       | A     | 6:56,84 | 1.    |          |
| Emma Robinson Anna Van der Kamp | Kormányos nélküli kettes | 7:38,98  | 2.       | erőnyerő | erőnyerő | A/B      | 7:32,02  | 2.       | A     | 7:12,27 | 5.    | 5.       |
| Laryssa Biesenthal Marnie McBean Diane O’Grady Kathleen Heddle                                                                            | Négypárevezős            | 6:39,32  | 1.       | erőnyerő | erőnyerő |          |          |          | A     | 6:30,38 | 3.    |          |
| Heather McDermid Tosha Tsang Maria Maunder Alison Korn Emma Robinson Anna Van der Kamp Jessica Monroe Theresa Luke Lesley Thompson-Willie | Nyolcas                  | 6:29,08  | 2.       | 6:06,49  | 2.       |          |          |          | A     | 6:24,05 | 2.    |          |
| Colleen Miller Wendy Wiebe | Könnyűsúlyú kétpárevezős | 7:41,20  | 3.       | 7:02,54  | 2.       | A/B      | 7:27,19  | 5.       | B     | 7:03,87 | 1.    | 7.       |

## Íjászat
Férfi
| Versenyző                                 | Versenyszám | Selejtező | Selejtező | 64-es főtábla                                | 32-es főtábla     | Nyolcaddöntő                                                                                    | Negyeddöntő       | Elődöntő          | Döntő             | Helyezés |
| Versenyző                                 | Versenyszám | Pont      | Kiemelt   | Ellenfél Eredmény                            | Ellenfél Eredmény | Ellenfél Eredmény                                                                               | Ellenfél Eredmény | Ellenfél Eredmény | Ellenfél Eredmény | Helyezés |
| ----------------------------------------- | ----------- | --------- | --------- | -------------------------------------------- | ----------------- | ----------------------------------------------------------------------------------------------- | ----------------- | ----------------- | ----------------- | -------- |
| Jeannot Robitaille                        | Egyéni      | 634       | 54.       | Kim Boram (Kim Bo-Ram) (KOR) (11.) · 160–168 | kiesett           | kiesett                                                                                         | kiesett           | kiesett           | kiesett           | 37.      |
| Rob Rusnov                                | Egyéni      | 645       | 43.       | Mikael Larsson (SWE) (22.) · 159–167         | kiesett           | kiesett                                                                                         | kiesett           | kiesett           | kiesett           | 38.      |
| Kevin Sally                               | Egyéni      | 657       | 27.       | Tomi Poikolainen (FIN) (38.) · 155–158       | kiesett           | kiesett                                                                                         | kiesett           | kiesett           | kiesett           | 49.      |
| Jeannot Robitaille Rob Rusnov Kevin Sally | Csapat      | 657       | 11.       |                                              |                   | Ukrajna (UKR) · Olekszandr Jacenko · Valerij Jeveckij · Sztanyiszlav Zabrodszkij (4.) · 225–238 | kiesett           | kiesett           | kiesett           | 15.      |

## Kajak-kenu

### Síkvízi
Férfi
| Versenyző                                           | Versenyszám         | Előfutam | Előfutam | Előfutam | Vigaszág | Vigaszág | Vigaszág | Elődöntő | Elődöntő | Elődöntő | Döntő    | Döntő    |
| Versenyző                                           | Versenyszám         | Idő      | Hely.    | Össz.    | Idő      | Hely.    | Össz.    | Idő      | Hely.    | Össz.    | Idő      | Helyezés |
| --------------------------------------------------- | ------------------- | -------- | -------- | -------- | -------- | -------- | -------- | -------- | -------- | -------- | -------- | -------- |
| Renn Crichlow                                       | Kajak egyes 500 m   | 1:42,652 | 4.       | 8.       | 1:43,055 | 2.       | 2.       | 1:41,749 | 6.       | 10.      | kiesett  | kiesett  |
| Erik Gervais                                        | Kajak egyes 1000 m  | 4:01,707 | 7.       | 19.      | 4:08,743 | 6.       | 10.      | kiesett  | kiesett  | kiesett  | kiesett  | kiesett  |
| Mihai Apostol Peter Giles Liam Jewell Renn Crichlow | Kajak négyes 1000 m | 3:15,208 | 5.       | 9.       |          |          |          | 3:01,307 | 2.       | 2.       | 2:56,664 | 7.       |
| Steve Giles                                         | Kenu egyes 500 m    | 1:53,803 | 3.       | 3.       |          |          |          | 1:51,614 | 1.       | 10.      | 1:53,326 | 8.       |
| Gavin Maxwell                                       | Kenu egyes 1000 m   | 4:36,971 | 6.       | 13.      |          |          |          | 4:27,721 | 6.       | 12.      | kiesett  | kiesett  |
| Buday Attila Buday Tamás, Jr.                       | Kenu kettes 500 m   | 1:47,551 | 5.       | 13.      | 1:49,820 | 1.       | 4.       | 1:44,213 | 6.       | 10.      | kiesett  | kiesett  |
| Steve Giles Dan Howe                                | Kenu kettes 1000 m  | 4:33,613 | 7.       | 15.      |          |          |          | 3:45,077 | 1.       | 3.       | 3:46,102 | 9.       |

Női
| Versenyző                                                              | Versenyszám        | Előfutam | Előfutam | Előfutam | Vigaszág | Vigaszág | Vigaszág | Elődöntő | Elődöntő | Elődöntő | Döntő    | Döntő    |
| Versenyző                                                              | Versenyszám        | Idő      | Hely.    | Össz.    | Idő      | Hely.    | Össz.    | Idő      | Hely.    | Össz.    | Idő      | Helyezés |
| ---------------------------------------------------------------------- | ------------------ | -------- | -------- | -------- | -------- | -------- | -------- | -------- | -------- | -------- | -------- | -------- |
| Caroline Brunet                                                        | Kajak egyes 500 m  | 1:53,024 | 2.       | 5.       | erőnyerő | erőnyerő | erőnyerő | 1:49,575 | 2.       | 3.       | 1:47,891 |          |
| Marie-Josée Gibeau-Ouimet Corrina Kennedy                              | Kajak kettes 500 m | 1:44,685 | 3.       | 5.       | erőnyerő | erőnyerő | erőnyerő | 1:44,461 | 4.       | 6.       | 1:41,313 | 5.       |
| Marie-Josée Gibeau-Ouimet Alison Herst Klara MacAskill Corrina Kennedy | Kajak négyes 500 m | 1:39,691 | 3.       | 3.       |          |          |          | 1:38,712 | 1.       | 4.       | 1:33,093 | 5.       |

### Szlalom
| Versenyző                           | Versenyszám       | Döntő    | Döntő    | Döntő    | Döntő    | Döntő         | Döntő         |
| Versenyző                           | Versenyszám       | 1. futam | 1. futam | 2. futam | 2. futam | Jobb eredmény | Jobb eredmény |
| Versenyző                           | Versenyszám       | Pont     | Hely.    | Pont     | Hely.    | Pont          | Helyezés      |
| ----------------------------------- | ----------------- | -------- | -------- | -------- | -------- | ------------- | ------------- |
| David Ford                          | Férfi kajak egyes | 149,23   | 9.       | 195,83   | 31.      | 149,23        | 15.           |
| Larry Norman                        | Férfi kenu egyes  | 186,57   | 21.      | 170,12   | 12.      | 170,12        | 18.           |
| Benoît Gauthier François Letourneau | Férfi kenu kettes | 179,83   | 5.       | 172,67   | 7.       | 172,67        | 8.            |
| Margaret Langford                   | Női kajak egyes   | 193,49   | 11.      | 173,59   | 6.       | 173,59        | 8.            |
| Sheryl Boyle                        | Női kajak egyes   | 242,89   | 21.      | 244,41   | 23.      | 242,89        | 27.           |

## Kerékpározás

### Hegyi-kerékpározás
| Versenyző         | Versenyszám        | Idő                | Helyezés |
| ----------------- | ------------------ | ------------------ | -------- |
| Warren Sallenback | Férfi terepverseny | 2:29:57 (+0:12:19) | 13.      |
| Andreas Hestler   | Férfi terepverseny | 2:46:45 (+0:29:07) | 31.      |
| Alison Sydor      | Női terepverseny   | 1:51:58 (+0:01:07) |          |
| Lesley Tomlinson  | Női terepverseny   | 2:01:04 (+0:10:13) | 13.      |

### Országúti kerékpározás
Férfi
| Versenyző      | Versenyszám   | Idő                | Helyezés |
| -------------- | ------------- | ------------------ | -------- |
| Steve Bauer    | Mezőnyverseny | 4:56:45 (+2:49)    | 41.      |
| Michael Barry  | Mezőnyverseny | 4:56:47 (+2:51)    | 64.      |
| Gord Fraser    | Mezőnyverseny | 4:56:49 (+2:53)    | 75.      |
| Jacques Landry | Mezőnyverseny | 4:56:51 (+2:55)    | 88.      |
| Eric Wohlberg  | Mezőnyverseny | 4:56:50 (+2:54)    | 80.      |
| Eric Wohlberg  | Időfutam      | 1:10:36 (+0:06:31) | 26.      |

Női
| Versenyző        | Versenyszám   | Idő                | Helyezés      |
| ---------------- | ------------- | ------------------ | ------------- |
| Clara Hughes     | Időfutam      | 0:37:13 (+0:00:33) |               |
| Clara Hughes     | Mezőnyverseny | 2:36:44 (+0:31)    |               |
| Sue Palmer-Komar | Mezőnyverseny | 2:37:06 (+0:53)    | 10.           |
| Linda Jackson    | Mezőnyverseny | nem ért célba      | nem ért célba |
| Linda Jackson    | Időfutam      | 0:38:50 (+0:02:10) | 9.            |

### Pálya-kerékpározás
Sprintversenyek
| Versenyző       | Versenyszám  | Selejtező | Selejtező | 1. forduló                            | Vigaszág               | Vigaszág | 2. forduló                   | Vigaszág               | Vigaszág | Nyolcaddöntő               | Vigaszág               | Vigaszág | Negyeddöntő                                       | 5–8. helyért                                                          | 5–8. helyért | Elődöntő                               | Döntő                               | Helyezés |
| Versenyző       | Versenyszám  | Idő       | Hely.     | Ellenfél Győztes idő                  | Ellenfelek Győztes idő | Hely.    | Ellenfél Győztes idő         | Ellenfelek Győztes idő | Hely.    | Ellenfél Győztes idő       | Ellenfelek Győztes idő | Hely.    | Ellenfél Győztes idő                              | Ellenfelek Győztes idő                                                | Hely.        | Ellenfél Győztes idő                   | Ellenfél Győztes idő                | Helyezés |
| --------------- | ------------ | --------- | --------- | ------------------------------------- | ---------------------- | -------- | ---------------------------- | ---------------------- | -------- | -------------------------- | ---------------------- | -------- | ------------------------------------------------- | --------------------------------------------------------------------- | ------------ | -------------------------------------- | ----------------------------------- | -------- |
| Curt Harnett    | Férfi egyéni | 10,175    | 2.        | Darren McKenzie-Potter (NZL) · 11,380 |                        |          | Peter Bazálik (SVK) · 11,058 |                        |          | José Moreno (ESP) · 10,793 |                        |          | Frédéric Magné (FRA) · 11,127; 11,022; 10,712     |                                                                       |              | Marty Nothstein (USA) · 10,731; 10,905 | Gary Neiwand (AUS) · 10,947; 10,949 |          |
| Tanya Dubnicoff | Női egyéni   | 11,566    | 8.        | Vang Jen (CHN) · 12,002               |                        |          |                              |                        |          |                            |                        |          | Ingrid Haringa (NED) · 12,020; idő nélkül; 12,049 | Okszana Grisina (RUS) · Erika Salumäe (EST) · Vang Jen (CHN) · 12,416 | 4.           |                                        |                                     | 8.       |

Pontversenyek
| Név          | Versenyszám       | Pont | Körhátrány | Helyezés |
| ------------ | ----------------- | ---- | ---------- | -------- |
| Brian Walton | Férfi pontverseny | 29   | 0          |          |

## Kosárlabda

### Női
| Kanadai női kosárlabdacsapat-játékoskeret                                                            | Kanadai női kosárlabdacsapat-játékoskeret                                                                       |
| --- | --- |
| - Beverly Smith - Karla Karch-Gailus - Camille Thompson - Susan Stewart - Shawna Molcak - Jodi Evans | - Cynthia Johnston - Dianne Norman - Martina Jerant - Kelly Boucher - Andrea Blackwell - Marlelynn Lange-Harris |

#### Eredmények
Csoportkör
A csoport
| Csapat            | M | Gy | V | P+  | P–  | Pk  | P  |
| ----------------- | - | -- | - | --- | --- | --- | -- |
| Brazília (BRA)    | 5 | 5  | 0 | 424 | 360 | +64 | 10 |
| Oroszország (RUS) | 5 | 4  | 1 | 378 | 342 | +36 | 9  |
| Olaszország (ITA) | 5 | 3  | 2 | 330 | 309 | +21 | 8  |
| Japán (JPN)       | 5 | 2  | 3 | 365 | 396 | –31 | 7  |
| Kína (CHN)        | 5 | 1  | 4 | 347 | 378 | –31 | 6  |
| Kanada (CAN)      | 5 | 0  | 5 | 293 | 352 | –59 | 5  |

| 1996. július 21. | Brazília (BRA)                 | 69–56     | Kanada (CAN) | Atlanta Játékvezetők: Robert Barnett (AUS), Tomislav Jovancic (YUG) |
| 1996. július 21. | (38–27) Jegyzőkönyv            |           |              | Atlanta Játékvezetők: Robert Barnett (AUS), Tomislav Jovancic (YUG) |
| 1996. július 21. | da Silva, dos Santos Arcain 17 | Pont      | Blackwell 11 | Atlanta Játékvezetők: Robert Barnett (AUS), Tomislav Jovancic (YUG) |
| 1996. július 21. | dos Santos Arcain 8            | Lepattanó | Smith 7      | Atlanta Játékvezetők: Robert Barnett (AUS), Tomislav Jovancic (YUG) |
| 1996. július 21. | dos Santos Arcain 4            | Gólpassz  | Evans 4      | Atlanta Játékvezetők: Robert Barnett (AUS), Tomislav Jovancic (YUG) |

| 1996. július 23. | Kanada (CAN)        | 54–59     | Olaszország (ITA)   | Atlanta Játékvezetők: Jose Lapaix Guance (DOM), Romualdas Brazauskas (LTU) |
| 1996. július 23. | (34–24) Jegyzőkönyv |           |                     | Atlanta Játékvezetők: Jose Lapaix Guance (DOM), Romualdas Brazauskas (LTU) |
| 1996. július 23. | Smith 13            | Pont      | Fullin, Ballabio 15 | Atlanta Játékvezetők: Jose Lapaix Guance (DOM), Romualdas Brazauskas (LTU) |
| 1996. július 23. | Smith 7             | Lepattanó | Pollini, Tufano 4   | Atlanta Játékvezetők: Jose Lapaix Guance (DOM), Romualdas Brazauskas (LTU) |
| 1996. július 23. | Evans 5             | Gólpassz  | Gardellin 3         | Atlanta Játékvezetők: Jose Lapaix Guance (DOM), Romualdas Brazauskas (LTU) |

| 1996. július 25. | Kanada (CAN)        | 49–61     | Kína (CHN)                        | Atlanta Játékvezetők: Sally Bell (USA), Stylianos Koukoulekidis (GRE) |
| 1996. július 25. | (25–28) Jegyzőkönyv |           |                                   | Atlanta Játékvezetők: Sally Bell (USA), Stylianos Koukoulekidis (GRE) |
| 1996. július 25. | három játékos 8     | Pont      | Cseng Haj-hszia (Zheng Haixia) 19 | Atlanta Játékvezetők: Sally Bell (USA), Stylianos Koukoulekidis (GRE) |
| 1996. július 25. | Norman 9            | Lepattanó | Cseng Haj-hszia (Zheng Haixia) 16 | Atlanta Játékvezetők: Sally Bell (USA), Stylianos Koukoulekidis (GRE) |
| 1996. július 25. | Evans 5             | Gólpassz  | Cseng Tung-mej (Zheng Dongmei) 4  | Atlanta Játékvezetők: Sally Bell (USA), Stylianos Koukoulekidis (GRE) |

| 1996. július 27. | Oroszország (RUS)   | 68–49     | Kanada (CAN)    | Atlanta Játékvezetők: Michael Butler (AUS), Carl Jungebrand (FIN) |
| 1996. július 27. | (35–29) Jegyzőkönyv |           |                 | Atlanta Játékvezetők: Michael Butler (AUS), Carl Jungebrand (FIN) |
| 1996. július 27. | Nyikonova 18        | Pont      | Norman 15       | Atlanta Játékvezetők: Michael Butler (AUS), Carl Jungebrand (FIN) |
| 1996. július 27. | Baranova 11         | Lepattanó | Norman 8        | Atlanta Játékvezetők: Michael Butler (AUS), Carl Jungebrand (FIN) |
| 1996. július 27. | Szumnyikova 5       | Gólpassz  | három játékos 2 | Atlanta Játékvezetők: Michael Butler (AUS), Carl Jungebrand (FIN) |

| 1996. július 29. | Kanada (CAN)        | 85–95     | Japán (JPN)          | Atlanta Játékvezetők: Davorin Nakic (CRO), Raul Chaves Sagel (ARG) |
| 1996. július 29. | (45–41) Jegyzőkönyv |           |                      | Atlanta Játékvezetők: Davorin Nakic (CRO), Raul Chaves Sagel (ARG) |
| 1996. július 29. | Jerant 15           | Pont      | Mikiko 26            | Atlanta Játékvezetők: Davorin Nakic (CRO), Raul Chaves Sagel (ARG) |
| 1996. július 29. | Norman 10           | Lepattanó | Icsidzsó, Murakami 5 | Atlanta Játékvezetők: Davorin Nakic (CRO), Raul Chaves Sagel (ARG) |
| 1996. július 29. | Evans 4             | Gólpassz  | Murakami, Kató 5     | Atlanta Játékvezetők: Davorin Nakic (CRO), Raul Chaves Sagel (ARG) |

A 9–12. helyért
| 1996. július 31. 12:00 | Dél-Korea (KOR)                                             | 88–79     | Kanada (CAN)   | Atlanta Játékvezetők: Robert Barnett (AUS), Jose Piovesan Neto (BRA) |
| 1996. július 31. 12:00 | (37–41) Jegyzőkönyv                                         |           |                | Atlanta Játékvezetők: Robert Barnett (AUS), Jose Piovesan Neto (BRA) |
| 1996. július 31. 12:00 | Cson Dzsuvon (Jeon Ju-Won) 31                               | Pont      | Norman 17      | Atlanta Játékvezetők: Robert Barnett (AUS), Jose Piovesan Neto (BRA) |
| 1996. július 31. 12:00 | Ju Jongdzsu (Yu Yeong-Ju), Csong Szonmin (Jeong Seon-Min) 4 | Lepattanó | Norman 8       | Atlanta Játékvezetők: Robert Barnett (AUS), Jose Piovesan Neto (BRA) |
| 1996. július 31. 12:00 | Cson Dzsuvon (Jeon Ju-Won) 9                                | Gólpassz  | Karch-Gailus 8 | Atlanta Játékvezetők: Robert Barnett (AUS), Jose Piovesan Neto (BRA) |

A 11. helyért
| 1996. augusztus 3. 10:00 | Zaire (COD)         | 46–88     | Kanada (CAN)   | Atlanta Játékvezetők: Michael Butler (AUS), Serguei Boulanov (RUS) |
| 1996. augusztus 3. 10:00 | (20–52) Jegyzőkönyv |           |                | Atlanta Játékvezetők: Michael Butler (AUS), Serguei Boulanov (RUS) |
| 1996. augusztus 3. 10:00 | Ngalula 12          | Pont      | Smith 21       | Atlanta Játékvezetők: Michael Butler (AUS), Serguei Boulanov (RUS) |
| 1996. augusztus 3. 10:00 | Tshijuka 9          | Lepattanó | Norman 10      | Atlanta Játékvezetők: Michael Butler (AUS), Serguei Boulanov (RUS) |
| 1996. augusztus 3. 10:00 | Pikinini, Ngalula 2 | Gólpassz  | Karch-Gailus 6 | Atlanta Játékvezetők: Michael Butler (AUS), Serguei Boulanov (RUS) |

| Csapat       | Helyezés |
| ------------ | -------- |
| Kanada (CAN) | 11.      |

## Lovaglás
Díjlovaglás
| Versenyző                              | Ló           | Versenyszám | 1. kör | 1. kör | 2. kör  | 2. kör  | 3. kör  | 3. kör  | Végeredmény | Végeredmény |
| Versenyző                              | Ló           | Versenyszám | Pont   | Hely.  | Pont    | Hely.   | Pont    | Hely.   | Pont        | Helyezés    |
| -------------------------------------- | ------------ | ----------- | ------ | ------ | ------- | ------- | ------- | ------- | ----------- | ----------- |
| Leonie Bramall                         | Gilbona      | Egyéni      | 64,52  | 29.    | kiesett | kiesett | kiesett | kiesett | kiesett     | kiesett     |
| Evi Strasser                           | Lavinia      | Egyéni      | 58,48  | 43.    | kiesett | kiesett | kiesett | kiesett | kiesett     | kiesett     |
| Gina Smith                             | Faust        | Egyéni      | 57,36  | 44.    | kiesett | kiesett | kiesett | kiesett | kiesett     | kiesett     |
| Leonie Bramall Evi Strasser Gina Smith | lásd fentebb | Csapat      |        |        |         |         |         |         | 4509        | 10.         |

Díjugratás
| Ian Millar                                                     | Play it Again | Egyéni | 8,00  | 40. | 12,00 | 20,00 | 45. | 8,00  | 28,00 | 46. | kiesett | kiesett |       |     | kiesett | kiesett | kiesett | kiesett |
| Mac Cone                                                       | Elute         | Egyéni | 8,25  | 50. | 12,00 | 20,25 | 49. | 12,00 | 32,25 | 52. | kiesett | kiesett |       |     | kiesett | kiesett | kiesett | kiesett |
| Linda Southern-Heathcott                                       | Advantage     | Egyéni | 12,75 | 65. | 12,00 | 24,75 | 57. | 20,75 | 45,50 | 58. | kiesett | kiesett |       |     | kiesett | kiesett | kiesett | kiesett |
| Christopher Delia                                              | Silent Sam    | Egyéni | 8,00  | 40. | 16,00 | 24,00 | 51. | 32,00 | 56,00 | 66. | kiesett | kiesett |       |     | kiesett | kiesett | kiesett | kiesett |
| Ian Millar Mac Cone Linda Southern-Heathcott Christopher Delia | lásd fentebb  | Csapat |       |     |       |       |     |       |       |     | 36,00   | 15.     | 40,75 | 16. | 76,75   | 16.     |         |         |

Lovastusa
| Versenyző                                                              | Ló                                               | Versenyszám | Díjlovaglás | Díjlovaglás | Tereplovaglás | Tereplovaglás | Tereplovaglás | Díjugratás    | Díjugratás    | Végeredmény | Végeredmény |
| Versenyző                                                              | Ló                                               | Versenyszám | Bünt.       | Hely.       | Bünt.         | Össz.         | Hely.         | Bünt.         | Hely.         | Bünt.       | Helyezés    |
| ---------------------------------------------------------------------- | ------------------------------------------------ | ----------- | ----------- | ----------- | ------------- | ------------- | ------------- | ------------- | ------------- | ----------- | ----------- |
| Kelli McMullen-Temple                                                  | Amsterdam                                        | Egyéni      | 55,20       | 21.         | 101,60        | 156,80        | 19.           | 15,00         | 14.           | 171,80      | 18.         |
| Kelli McMullen-Temple Claire Smith Stuart Young-Black Therese Washtock | Kilkenny Gordon Gibbons Market Venture Aristotle | Csapat      | 139,20      | 4.          | nem ért célba | 2074,40       | 15.           | nem ért célba | nem ért célba | 2074,40     | 14.         |

## Műugrás
Férfi
| Versenyző        | Versenyszám    | Selejtező | Selejtező | Elődöntő | Elődöntő | Döntő   | Döntő    |
| Versenyző        | Versenyszám    | Pont      | Helyezés  | Pont     | Helyezés | Pont    | Helyezés |
| ---------------- | -------------- | --------- | --------- | -------- | -------- | ------- | -------- |
| Philippe Comtois | Egyéni műugrás | 357,75    | 14.       | 551,28   | 16.      | kiesett | kiesett  |
| David Bédard     | Egyéni műugrás | 342,33    | 19.       | kiesett  | kiesett  | kiesett | kiesett  |

Női
| Versenyző       | Versenyszám        | Selejtező | Selejtező | Elődöntő | Elődöntő | Döntő   | Döntő    |
| Versenyző       | Versenyszám        | Pont      | Helyezés  | Pont     | Helyezés | Pont    | Helyezés |
| --------------- | ------------------ | --------- | --------- | -------- | -------- | ------- | -------- |
| Annie Pelletier | Egyéni műugrás     | 236,58    | 17.       | 455,34   | 12.      | 509,64  |          |
| Eryn Bulmer     | Egyéni műugrás     | 226,74    | 21.       | kiesett  | kiesett  | kiesett | kiesett  |
| Paige Gordon    | Egyéni toronyugrás | 242,13    | 21.       | kiesett  | kiesett  | kiesett | kiesett  |
| Anne Montminy   | Egyéni toronyugrás | 229,32    | 24.       | kiesett  | kiesett  | kiesett | kiesett  |

## Ökölvívás
| Versenyző              | Versenyszám     | Selejtező                            | Nyolcaddöntő                   | Negyeddöntő                       | Elődöntő                 | Döntő                    | Helyezés |
| Versenyző              | Versenyszám     | Ellenfél Eredmény                    | Ellenfél Eredmény              | Ellenfél Eredmény                 | Ellenfél Eredmény        | Ellenfél Eredmény        | Helyezés |
| ---------------------- | --------------- | ------------------------------------ | ------------------------------ | --------------------------------- | ------------------------ | ------------------------ | -------- |
| Domenic Figliomeni     | Papírsúly       | Beibis Mendoza (COL) · 1–12          | kiesett                        | kiesett                           | kiesett                  | kiesett                  | 17.      |
| Claude Lambert         | Harmatsúly      | Khadpo Vichai (THA) · 2–12           | kiesett                        | kiesett                           | kiesett                  | kiesett                  | 17.      |
| Casey Patton           | Pehelysúly      | Philip Ndou (RSA) · RSC              | kiesett                        | kiesett                           | kiesett                  | kiesett                  | 17.      |
| Mike Strange           | Könnyűsúly      | Francisco Martínez (MEX) · 15–1      | Mehak Gazarjan (ARM) · 16–7    | Toncso Toncsev (BUL) · 10–16      | kiesett                  | kiesett                  | 5.       |
| Phil Boudreault        | Kisváltósúly    | Rashi Ali Hadj Matumla (TAN) · 16–12 | Eduard Zaharov (RUS) · 9–11    | kiesett                           | kiesett                  | kiesett                  | 9.       |
| Hercules Kyvelos       | Váltósúly       | Kamel Chater (TUN) · 4–4             | kiesett                        | kiesett                           | kiesett                  | kiesett                  | 17.      |
| Nick Farrell           | Nagyváltósúly   | Jermahan Ibraimov (KAZ) · 4–15       | kiesett                        | kiesett                           | kiesett                  | kiesett                  | 17.      |
| Randall Thompson       | Középsúly       | Brian Magee (IRL) · 5–13             | kiesett                        | kiesett                           | kiesett                  | kiesett                  | 17.      |
| Troy Amos-Ross         | Félnehézsúly    | Roland Raforme (SEY) · KO            | Paul Mbongo (CMR) · 7–3        | Vaszilij Zsirov (KAZ) · 8–14      | kiesett                  | kiesett                  | 6.       |
| David Defiagbon        | Nehézsúly       | erőnyerő                             | Ahmed Rajab Omari (KEN) · 15–4 | Christophe Mendy (FRA) · kizárták | Nate Jones (USA) · 16–10 | Félix Savón (CUB) · 2–20 |          |
| Jean-François Bergeron | Szupernehézsúly | erőnyerő                             | Attila Levin (SWE) · RSC       | kiesett                           | kiesett                  | kiesett                  | 9.       |

RSC - a mérkőzésvezető megállította a mérkőzést

## Röplabda

### Női
| Kanadai női röplabdacsapat-játékoskeret                                                                | Kanadai női röplabdacsapat-játékoskeret                                                                |
| --- | --- |
| - Diane Ratnik - Josée Corbeil - Katrina von Sass - Brigitte Soucy - Erminia Russo - Michelle Sawatzky | - Janis Kelly - Lori Ann Mundt - Kathy Tough - Wanda Guenette - Christine Stark - Kerri Ann Buchberger |

#### Eredmények
Csoportkör
B csoport
|                   |      | Mérkőzések | Mérkőzések | Szettek | Szettek | Szettek | Pontok | Pontok | Pontok |
| Csapat            | Pont | Gy         | V          | Sz+     | Sz–     | SzA     | P+     | P–     | PA     |
| ----------------- | ---- | ---------- | ---------- | ------- | ------- | ------- | ------ | ------ | ------ |
| Brazília (BRA)    | 10   | 5          | 0          | 15      | 1       | 15,000  | 238    | 121    | 1,967  |
| Oroszország (RUS) | 9    | 4          | 1          | 12      | 4       | 3,000   | 217    | 140    | 1,550  |
| Kuba (CUB)        | 8    | 3          | 2          | 10      | 6       | 1,667   | 196    | 156    | 1,256  |
| Németország (GER) | 7    | 2          | 3          | 7       | 9       | 0,778   | 163    | 191    | 0,853  |
| Kanada (CAN)      | 6    | 1          | 4          | 3       | 14      | 0,214   | 156    | 239    | 0,653  |
| Peru (PER)        | 5    | 0          | 5          | 2       | 15      | 0,133   | 129    | 252    | 0,512  |

| 1996. július 20. 16:00 | Kanada (CAN)       | 0–3 | Kuba (CUB) | Atlanta Játékvezető: Fernando Nava Abarca (MEX), Gabriel Gimenez (ESP) |
| 1996. július 20. 16:00 | (8–15, 8–15, 5–15) |     |            | Atlanta Játékvezető: Fernando Nava Abarca (MEX), Gabriel Gimenez (ESP) |

| 1996. július 22. 16:00 | Oroszország (RUS)  | 3–0 | Kanada (CAN) | Atlanta Játékvezető: Songsak Chareonpong (THA), Fernando Nava Abarca (MEX) |
| 1996. július 22. 16:00 | (15–1, 15–7, 15–9) |     |              | Atlanta Játékvezető: Songsak Chareonpong (THA), Fernando Nava Abarca (MEX) |

| 1996. július 24. 10:00 | Kanada (CAN)        | 0–3 | Németország (GER) | Atlanta Játékvezető: Abdullah Al-Khlaifi (KSA), Guillermo Paredes (ARG) |
| 1996. július 24. 10:00 | (5–15, 12–15, 6–15) |     |                   | Atlanta Játékvezető: Abdullah Al-Khlaifi (KSA), Guillermo Paredes (ARG) |

| 1996. július 26. 19:30 | Kanada (CAN)        | 0–3 | Brazília (BRA) | Atlanta Játékvezető: Pasquale Troia (ITA), Songsak Chareonpong (THA) |
| 1996. július 26. 19:30 | (6–15, 6–15, 11–15) |     |                | Atlanta Játékvezető: Pasquale Troia (ITA), Songsak Chareonpong (THA) |

| 1996. július 28. 19:30 | Peru (PER)                        | 2–3 | Kanada (CAN) | Atlanta Játékvezető: Young-Ho Cho (KOR), Jarmo Salonen (FIN) |
| 1996. július 28. 19:30 | (17–16, 6–15, 15–11, 9–15, 12–15) |     |              | Atlanta Játékvezető: Young-Ho Cho (KOR), Jarmo Salonen (FIN) |

| Csapat       | Helyezés |
| ------------ | -------- |
| Kanada (CAN) | 9.       |

### Strandröplabda

#### Férfi
| Versenyző                | 1. forduló                                            | 2. forduló                                                | 3. forduló        | 4. forduló        | Reményág                                                    | Reményág                                                 | Reményág                                            | Reményág                                                   | Reményág                                                  | Elődöntő                                                     | Döntő                                                                     | Helyezés |
| Versenyző                | 1. forduló                                            | 2. forduló                                                | 3. forduló        | 4. forduló        | 1. forduló                                                  | 2. forduló                                               | 3. forduló                                          | 4. forduló                                                 | 5. forduló                                                | Elődöntő                                                     | Döntő                                                                     | Helyezés |
| Versenyző                | Ellenfél Eredmény                                     | Ellenfél Eredmény                                         | Ellenfél Eredmény | Ellenfél Eredmény | Ellenfél Eredmény                                           | Ellenfél Eredmény                                        | Ellenfél Eredmény                                   | Ellenfél Eredmény                                          | Ellenfél Eredmény                                         | Ellenfél Eredmény                                            | Ellenfél Eredmény                                                         | Helyezés |
| ------------------------ | ----------------------------------------------------- | --------------------------------------------------------- | ----------------- | ----------------- | ----------------------------------------------------------- | -------------------------------------------------------- | --------------------------------------------------- | ---------------------------------------------------------- | --------------------------------------------------------- | ------------------------------------------------------------ | ------------------------------------------------------------------------- | -------- |
| John Child Mark Heese    | erőnyerő                                              | Spanyolország (ESP) · Javier Bosma · Sixto Jiménez · 1–15 |                   |                   | Svédország (SWE) · Tom Englén · Fredrik Peterson · 15–2     | Csehország (CZE) · Michal Palinek · Marek Pakosta · 15–9 | Németország (GER) · Jörg Ahmann · Axel Hager · 15–7 | Kuba (CUB) · Francisco Álvarez · Juan Miguel Rosell · 15–4 | Spanyolország (ESP) · Javier Bosma · Sixto Jiménez · 15–4 | Egyesült Államok (USA) · Karch Kiraly · Kent Steffes · 11–15 | Bronzmérkőzés · Portugália (POR) · Miguel Maia · João Brenha · 12–5, 12–8 |          |
| Edward Drakich Marc Dunn | Ausztrália (AUS) · Julien Prosser · Leo Zahner · 6–15 |                                                           |                   |                   | Olaszország (ITA) · Andrea Ghiurghi · Nicola Grigolo · 8–15 | kiesett                                                  | kiesett                                             | kiesett                                                    | kiesett                                                   | kiesett                                                      | kiesett                                                                   | 17.      |

#### Női
| Versenyző                          | 1. forduló                                                 | 2. forduló        | 3. forduló        | 4. forduló        | Reményág                                                           | Reményág          | Reményág          | Reményág          | Reményág          | Elődöntő          | Döntő             | Helyezés |
| Versenyző                          | 1. forduló                                                 | 2. forduló        | 3. forduló        | 4. forduló        | 1. forduló                                                         | 2. forduló        | 3. forduló        | 4. forduló        | 5. forduló        | Elődöntő          | Döntő             | Helyezés |
| Versenyző                          | Ellenfél Eredmény                                          | Ellenfél Eredmény | Ellenfél Eredmény | Ellenfél Eredmény | Ellenfél Eredmény                                                  | Ellenfél Eredmény | Ellenfél Eredmény | Ellenfél Eredmény | Ellenfél Eredmény | Ellenfél Eredmény | Ellenfél Eredmény | Helyezés |
| ---------------------------------- | ---------------------------------------------------------- | ----------------- | ----------------- | ----------------- | ------------------------------------------------------------------ | ----------------- | ----------------- | ----------------- | ----------------- | ----------------- | ----------------- | -------- |
| Margo Malowney Barb Broen-Ouelette | Indonézia (INA) · Timy Yudhani Rahayu · Etta Kaize · 10–15 |                   |                   |                   | Franciaország (FRA) · Anabelle Prawerman · Brigitte Lesage · 13–15 | kiesett           | kiesett           | kiesett           | kiesett           | kiesett           | kiesett           | 17.      |

## Softball
| Kanadai női softballcsapat-játékoskeret                                                                                          | Kanadai női softballcsapat-játékoskeret                                                                                            |
| --- | --- |
| - Sandy Beasley - Juanita Clayton - Karen Doell - Carrie Flemmer - Kelly Kelland - Kara McGaw - Pauline Maurice - Candace Murray | - Christine Parris - Lori Sippel - Karen Snelgrove - Debbie Sonnenberg - Alecia Stephenson - Colleen Thorburn-Smith - Carmie Vairo |

### Eredmények
Csoportkör
| Csapat           | M | Gy | V | P+ | P– | Pk  |
| ---------------- | - | -- | - | -- | -- | --- |
| Egyesült Államok | 7 | 6  | 1 | 37 | 7  | +30 |
| Kína             | 7 | 5  | 2 | 29 | 7  | +22 |
| Ausztrália       | 7 | 5  | 2 | 22 | 11 | +11 |
| Japán            | 7 | 5  | 2 | 24 | 18 | +6  |
| Kanada           | 7 | 3  | 4 | 15 | 17 | –2  |
| Tajvan           | 7 | 2  | 5 | 19 | 19 | 0   |
| Hollandia        | 7 | 1  | 6 | 4  | 32 | –28 |
| Puerto Rico      | 7 | 1  | 6 | 5  | 44 | –39 |

| 1996. július 21. |  | Tajvan (TPE) | 1–2 | Kanada |  |  |
| 1996. július 21. |  |              |     |        |  |  |

| 1996. július 22. |  | Puerto Rico (PUR) | 0–4 | Kanada |  |  |
| 1996. július 22. |  |                   |     |        |  |  |

| 1996. július 23. |  | Kína (CHN) | 2–1 | Kanada |  |  |
| 1996. július 23. |  |            |     |        |  |  |

| 1996. július 24. |  | Kanada (CAN) | 0–4 | Japán |  |  |
| 1996. július 24. |  |              |     |       |  |  |

| 1996. július 25. |  | Egyesült Államok (USA) | 4–2 | Kanada |  |  |
| 1996. július 25. |  |                        |     |        |  |  |

| 1996. július 26. |  | Hollandia (NED) | 1–4 | Kanada |  |  |
| 1996. július 26. |  |                 |     |        |  |  |

| 1996. július 27. |  | Kanada (CAN) | 2–5 | Ausztrália |  |  |
| 1996. július 27. |  |              |     |            |  |  |

| Csapat | Helyezés |
| ------ | -------- |
| Kanada | 5.       |

## Sportlövészet
Férfi
| Versenyző             | Versenyszám           | Selejtező | Selejtező | Döntő   | Döntő    |
| Versenyző             | Versenyszám           | Pont      | Helyezés  | Pont    | Helyezés |
| --------------------- | --------------------- | --------- | --------- | ------- | -------- |
| Jean-François Sénécal | Légpuska              | 583       | 30.*      | kiesett | kiesett  |
| Michel Dion           | Sportpuska, fekvő     | 592       | 30.*****  | kiesett | kiesett  |
| Michel Dion           | Sportpuska, összetett | 1145      | 43.       | kiesett | kiesett  |
| George Leary          | Trap                  | 121       | 8.        | kiesett | kiesett  |
| Ian Shaw              | Trap                  | 115       | 45.***    | kiesett | kiesett  |
| Kirk Reynolds         | Dupla trap            | 135       | 12.**     | kiesett | kiesett  |
| Rod Boll              | Dupla trap            | 130       | 19.**     | kiesett | kiesett  |
| Clayton Miller        | Skeet                 | 119       | 20.*****  | kiesett | kiesett  |
| Jason Caswell         | Skeet                 | 111       | 53.       | kiesett | kiesett  |

Női
| Versenyző     | Versenyszám | Selejtező | Selejtező | Döntő   | Döntő    |
| Versenyző     | Versenyszám | Pont      | Helyezés  | Pont    | Helyezés |
| ------------- | ----------- | --------- | --------- | ------- | -------- |
| Cynthia Meyer | Dupla trap  | 97        | 15.*      | kiesett | kiesett  |

* - egy másik versenyzővel azonos eredményt ért el

** - két másik versenyzővel azonos eredményt ért el

*** - három másik versenyzővel azonos eredményt ért el

***** - öt másik versenyzővel azonos eredményt ért el

## Súlyemelés
| Versenyző      | Versenyszám | Szakítás | Szakítás | Lökés    | Lökés    | Összesen | Helyezés |
| Versenyző      | Versenyszám | Eredmény | Helyezés | Eredmény | Helyezés | Összesen | Helyezés |
| -------------- | ----------- | -------- | -------- | -------- | -------- | -------- | -------- |
| Jean Lavertue  | 64 kg       | 125,0    | 19.*     | 145,0    | 29.*     | 270,0    | 28.      |
| Serge Tremblay | 83 kg       | 150,0    | 12.*     | 177,5    | 13.      | 327,5    | 13.      |

* - másik versenyzővel azonos eredményt ért el

## Szinkronúszás
| Versenyző | Szabad gyakorlat | Szabad gyakorlat | Technikai gyakorlat | Technikai gyakorlat | Összesítés | Összesítés |
| Versenyző | Pont             | Hely.            | Pont                | Hely.               | Pont       | Helyezés   |
| --- | ---------------- | ---------------- | ------------------- | ------------------- | ---------- | ---------- |
| Lisa Alexander Janice Bremner Karen Clark Karen Fonteyne Sylvie Fréchette Valérie Hould-Marchand Kasia Kulesza Christine Larsen Cari Read Erin Woodley | 98,600           | 2.               | 97,933              | 2.                  | 98,367     |            |

## Tenisz
Férfi
| Versenyző                   | Versenyszám | 64-es főtábla                        | 32-es főtábla                                         | Nyolcaddöntő                                                   | Negyeddöntő       | Elődöntő          | Bronz- mérkőzés   | Döntő             | Helyezés |
| Versenyző                   | Versenyszám | Ellenfél Eredmény                    | Ellenfél Eredmény                                     | Ellenfél Eredmény                                              | Ellenfél Eredmény | Ellenfél Eredmény | Ellenfél Eredmény | Ellenfél Eredmény | Helyezés |
| --------------------------- | ----------- | ------------------------------------ | ----------------------------------------------------- | -------------------------------------------------------------- | ----------------- | ----------------- | ----------------- | ----------------- | -------- |
| Daniel Nestor               | Egyes       | Szargisz Szargszjan (ARM) · 4–6, 4–6 | kiesett                                               | kiesett                                                        | kiesett           | kiesett           | kiesett           | kiesett           | 33.      |
| Sébastien Lareau            | Egyes       | Albert Costa (ESP) · 6–7, 4–6        | kiesett                                               | kiesett                                                        | kiesett           | kiesett           | kiesett           | kiesett           | 33.      |
| Grant Connell Daniel Nestor | Páros       |                                      | Írország (IRL) · Scott Barron · Owen Casey · 6–4, 6–4 | Nagy-Britannia (GBR) · Neil Broad · Tim Henman · 6–7, 6–4, 4–6 | kiesett           | kiesett           | kiesett           | kiesett           | 9.       |

Női
| Versenyző                             | Versenyszám | 64-es főtábla                    | 32-es főtábla                                          | Nyolcaddöntő                                                                      | Negyeddöntő                                                | Elődöntő          | Bronz- mérkőzés   | Döntő             | Helyezés |
| Versenyző                             | Versenyszám | Ellenfél Eredmény                | Ellenfél Eredmény                                      | Ellenfél Eredmény                                                                 | Ellenfél Eredmény                                          | Ellenfél Eredmény | Ellenfél Eredmény | Ellenfél Eredmény | Helyezés |
| ------------------------------------- | ----------- | -------------------------------- | ------------------------------------------------------ | --------------------------------------------------------------------------------- | ---------------------------------------------------------- | ----------------- | ----------------- | ----------------- | -------- |
| Patricia Hy-Boulais                   | Egyes       | Rita Grande (ITA) · 6–4, 6–4     | Szeles Mónika (USA) · 3–6, 2–6                         | kiesett                                                                           | kiesett                                                    | kiesett           | kiesett           | kiesett           | 17.      |
| Jana Nejedly                          | Egyes       | Radka Zrubáková (SVK) · 3–6, 2–6 | kiesett                                                | kiesett                                                                           | kiesett                                                    | kiesett           | kiesett           | kiesett           | 33.      |
| Jill Hetherington Patricia Hy-Boulais | Páros       |                                  | Japán (JPN) · Nagacuka Kjóko · Szugijama Ai · 7–6, 6–1 | Fehéroroszország (BLR) · Volha Barabanscsikava · Natallja Zverava · 2–6, 6–4, 6–1 | Csehország (CZE) · Jana Novotná · Helena Suková · 2–6, 4–6 | kiesett           | kiesett           | kiesett           | 5.       |

## Tollaslabda
| Versenyző                 | Versenyszám  | Selejtező                                          | 32-es főtábla                                                                           | Nyolcaddöntő                                            | Negyeddöntő       | Elődöntő          | Döntő             | Helyezés |
| Versenyző                 | Versenyszám  | Ellenfél Eredmény                                  | Ellenfél Eredmény                                                                       | Ellenfél Eredmény                                       | Ellenfél Eredmény | Ellenfél Eredmény | Ellenfél Eredmény | Helyezés |
| ------------------------- | ------------ | -------------------------------------------------- | --------------------------------------------------------------------------------------- | ------------------------------------------------------- | ----------------- | ----------------- | ----------------- | -------- |
| Iain Sydie                | Férfi egyes  | Murray Hocking (AUS) · 15–9, 15–9                  | Thomas Wapp (SUI) · 15–7, 15–7                                                          | I Gvangdzsin (Lee Gwang-jin) (KOR) · 8–15, 12–15        | kiesett           | kiesett           | kiesett           | 9.       |
| Jaimie Dawson             | Férfi egyes  | Oscar Brandon (SUR) · 15–5, 15–4                   | Yu Lizhi (CHN) · 10–15, 11–15                                                           | kiesett                                                 | kiesett           | kiesett           | kiesett           | 17.      |
| Anil Kaul                 | Férfi egyes  | Kim Hakkjun (Kim Hak-gyun) (KOR) · mérkőzés nélkül | kiesett                                                                                 | kiesett                                                 | kiesett           | kiesett           | kiesett           | 33.      |
| Anil Kaul Iain Sydie      | Férfi páros  |                                                    | Malajzia (MAS) · Soo Beng Kiang · Tan Kim Her · 7–15, 3–15                              | kiesett                                                 | kiesett           | kiesett           | kiesett           | 17.      |
| Darryl Yung Jaimie Dawson | Férfi páros  |                                                    | Dánia (DEN) · Christian Jakobsen · Jens Eriksen · 10–15, 14–17                          | kiesett                                                 | kiesett           | kiesett           | kiesett           | 17.      |
| Denyse Julien             | Női egyes    | Debra O’Connor (TRI) · 11–3, 11–0                  | Huang Chia-Chi (TPE) · 11–9, 5–11, 1–11                                                 | kiesett                                                 | kiesett           | kiesett           | kiesett           | 17.      |
| Doris Piché               | Női egyes    | erőnyerő                                           | Susi Susanti (INA) · 1–11, 3–11                                                         | kiesett                                                 | kiesett           | kiesett           | kiesett           | 17.      |
| Denyse Julien Si-An Deng  | Női páros    |                                                    | Új-Zéland (NZL) · Rhona Robertson · Tammy Jenkins · 7–15, 4–15                          | kiesett                                                 | kiesett           | kiesett           | kiesett           | 17.      |
| Denyse Julien Darryl Yung | Vegyes páros |                                                    | Ausztrália (AUS) · Amanda Hardy · Paul Stevenson · 15–10, 17–14                         | Kína (CHN) · Peng Xinyong · Chen Xingdong · 11–15, 6–15 | kiesett           | kiesett           | kiesett           | 9.       |
| Doris Piché Iain Sydie    | Vegyes páros |                                                    | Dél-Korea (KOR) · Na Gjongmin (Na Gyeong-Min) · Pak Csubong (Park Ju-bong) · 3–15, 6–15 | kiesett                                                 | kiesett           | kiesett           | kiesett           | 17.      |
| Si-An Deng Anil Kaul      | Vegyes páros |                                                    | Kína (CHN) · Szun Man (Sun Man) · Liu Jianjun · 12–15, 3–15                             | kiesett                                                 | kiesett           | kiesett           | kiesett           | 17.      |

## Torna
Férfi
| Versenyző     | Versenyszám      | Selejtező | Selejtező | Döntő    | Döntő    |
| Versenyző     | Versenyszám      | Pontszám  | Helyezés  | Pontszám | Helyezés |
| ------------- | ---------------- | --------- | --------- | -------- | -------- |
| Alan Nolet    | Talaj            | 18,400    | 72.**     | kiesett  | kiesett  |
| Alan Nolet    | Ugrás            | 18,575    | 76.****   | kiesett  | kiesett  |
| Alan Nolet    | Korlát           | 17,875    | 80.*      | kiesett  | kiesett  |
| Alan Nolet    | Nyújtó           | 18,150    | 74.       | kiesett  | kiesett  |
| Alan Nolet    | Gyűrű            | 18,150    | 81.**     | kiesett  | kiesett  |
| Alan Nolet    | Lólengés         | 17,950    | 78.*      | kiesett  | kiesett  |
| Alan Nolet    | Egyéni összetett | 109,100   | 56.       | kiesett  | kiesett  |
| Richard Ikeda | Talaj            | 18,050    | 80.       | kiesett  | kiesett  |
| Richard Ikeda | Ugrás            | 18,175    | 90.*      | kiesett  | kiesett  |
| Richard Ikeda | Korlát           | 17,075    | 91.       | kiesett  | kiesett  |
| Richard Ikeda | Nyújtó           | 17,050    | 91.       | kiesett  | kiesett  |
| Richard Ikeda | Gyűrű            | 16,250    | 96.       | kiesett  | kiesett  |
| Richard Ikeda | Lólengés         | 18,800    | 45.**     | kiesett  | kiesett  |
| Richard Ikeda | Egyéni összetett | 105,400   | 63.       | kiesett  | kiesett  |
| Kris Burley   | Talaj            | 18,025    | 81.       | kiesett  | kiesett  |
| Kris Burley   | Ugrás            | 19,000    | 40.*      | kiesett  | kiesett  |
| Kris Burley   | Korlát           | 18,375    | 64.***    | kiesett  | kiesett  |
| Kris Burley   | Nyújtó           | 17,275    | 88.       | kiesett  | kiesett  |
| Kris Burley   | Gyűrű            | 16,025    | 97.       | kiesett  | kiesett  |
| Kris Burley   | Lólengés         | 15,600    | 96.       | kiesett  | kiesett  |
| Kris Burley   | Egyéni összetett | 104,300   | 69.       | kiesett  | kiesett  |

Női
| Versenyző           | Versenyszám      | Selejtező | Selejtező | Döntő    | Döntő    |
| Versenyző           | Versenyszám      | Pontszám  | Helyezés  | Pontszám | Helyezés |
| ------------------- | ---------------- | --------- | --------- | -------- | -------- |
| Yvonne Tousek       | Talaj            | 18,787    | 56.       | kiesett  | kiesett  |
| Yvonne Tousek       | Ugrás            | 18,750    | 58.       | kiesett  | kiesett  |
| Yvonne Tousek       | Felemás korlát   | 18,450    | 71.*      | kiesett  | kiesett  |
| Yvonne Tousek       | Gerenda          | 18,787    | 30.*      | kiesett  | kiesett  |
| Yvonne Tousek       | Egyéni összetett | 74,774    | 39.       | 37,793   | 26.      |
| Jennifer Exaltacion | Talaj            | 18,262    | 82.       | kiesett  | kiesett  |
| Jennifer Exaltacion | Ugrás            | 18,462    | 80.       | kiesett  | kiesett  |
| Jennifer Exaltacion | Felemás korlát   | 18,524    | 68.       | kiesett  | kiesett  |
| Jennifer Exaltacion | Gerenda          | 18,474    | 47.*      | kiesett  | kiesett  |
| Jennifer Exaltacion | Egyéni összetett | 73,722    | 54.       | kiesett  | kiesett  |
| Shanyn MacEachern   | Talaj            | 18,612    | 67.       | kiesett  | kiesett  |
| Shanyn MacEachern   | Ugrás            | 18,800    | 52.       | kiesett  | kiesett  |
| Shanyn MacEachern   | Felemás korlát   | 18,824    | 55.       | kiesett  | kiesett  |
| Shanyn MacEachern   | Gerenda          | 16,687    | 87.       | kiesett  | kiesett  |
| Shanyn MacEachern   | Egyéni összetett | 72,923    | 62.       | kiesett  | kiesett  |

* - egy másik versenyzővel azonos eredményt ért el

** - két másik versenyzővel azonos eredményt ért el

*** - három másik versenyzővel azonos eredményt ért el

**** - négy másik versenyzővel azonos eredményt ért el

### Ritmikus gimnasztika
| Versenyző       | Versenyszám | Selejtező | Selejtező | Elődöntő | Elődöntő | Döntő   | Döntő    |
| Versenyző       | Versenyszám | Pont      | Hely.     | Pont     | Hely.    | Pont    | Helyezés |
| --------------- | ----------- | --------- | --------- | -------- | -------- | ------- | -------- |
| Camille Martens | Egyéni      | 36,364    | 33.       | kiesett  | kiesett  | kiesett | kiesett  |

## Úszás
Férfi
| Versenyző                                              | Versenyszám            | Előfutam | Előfutam | Előfutam | Döntő   | Döntő   | Döntő   | Helyezés |
| Versenyző                                              | Versenyszám            | Idő      | Hely.    | Össz.    | Típus   | Idő     | Hely.   | Helyezés |
| ------------------------------------------------------ | ---------------------- | -------- | -------- | -------- | ------- | ------- | ------- | -------- |
| Hugues Legault                                         | 50 m gyors             | 23,63    | 4.       | 39.      | kiesett | kiesett | kiesett | kiesett  |
| Rob Braknis                                            | 100 m hát              | 56,14    | 3.       | 10.      | B       | 57,00   | 8.      | 16.      |
| Chris Renaud                                           | 100 m hát              | 56,52    | 7.       | 18.      | kiesett | kiesett | kiesett | kiesett  |
| Chris Renaud                                           | 200 m hát              | 2:02,48  | 6.       | 16.      | B       | 2:01,70 | 2.      | 10.      |
| Jon Cleveland                                          | 100 m mell             | 1:03,14  | 8.       | 23.      | kiesett | kiesett | kiesett | kiesett  |
| Jon Cleveland                                          | 200 m mell             | 2:16,08  | 6.       | 14.      | B       | 2:16,39 | 7.      | 15.      |
| Stephen Clarke                                         | 100 m gyors            | 50,14    | 1.       | 11.      | B       | 50,45   | 7.      | 15.      |
| Stephen Clarke                                         | 100 m pillangó         | 53,41    | 1.       | 5.*      | A       | 53,33   | 7.      | 7.       |
| Eddie Parenti                                          | 100 m pillangó         | 54,03    | 7.       | 16.      | B       | 54,19   | 7.      | 15.      |
| Casey Barrett                                          | 200 m pillangó         | 2:00,28  | 5.       | 13.      | B       | 1:59,72 | 3.      | 11.      |
| Curtis Myden                                           | 200 m vegyes           | 2:01,50  | 2.       | 4.       | A       | 2:01,13 | 3.      |          |
| Curtis Myden                                           | 400 m vegyes           | 4:18,43  | 4.       | 5.       | A       | 4:16,28 | 3.      |          |
| Rob Braknis Stephen Clarke Jon Cleveland Eddie Parenti | 4 × 100 m vegyes váltó | 3:42,95  | 4.       | 12.      | kiesett | kiesett | kiesett | kiesett  |

Női
| Versenyző                                                                                      | Versenyszám            | Előfutam | Előfutam | Előfutam | Döntő   | Döntő   | Döntő   | Helyezés |
| Versenyző                                                                                      | Versenyszám            | Idő      | Hely.    | Össz.    | Típus   | Idő     | Hely.   | Helyezés |
| ---------------------------------------------------------------------------------------------- | ---------------------- | -------- | -------- | -------- | ------- | ------- | ------- | -------- |
| Martine Dessureault                                                                            | 50 m gyors             | 26,44    | 6.       | 26.      | kiesett | kiesett | kiesett | kiesett  |
| Laura Nicholls                                                                                 | 50 m gyors             | 26,52    | 8.       | 29.*     | kiesett | kiesett | kiesett | kiesett  |
| Shannon Shakespeare                                                                            | 100 m gyors            | 56,63    | 5.       | 17.      | kiesett | kiesett | kiesett | kiesett  |
| Nikki Dryden                                                                                   | 800 m gyors            | 8:47,19  | 5.       | 14.      | kiesett | kiesett | kiesett | kiesett  |
| Stephanie Richardson                                                                           | 800 m gyors            | 8:52,61  | 7.       | 19.      | kiesett | kiesett | kiesett | kiesett  |
| Julie Howard                                                                                   | 100 m hát              | 1:03,84  | 5.       | 15.      | B       | 1:04,01 | 7.      | 15.      |
| Julie Howard                                                                                   | 200 m hát              | 2:17,25  | 1.       | 20.      | kiesett | kiesett | kiesett | kiesett  |
| Guylaine Cloutier                                                                              | 100 m mell             | 1:09,72  | 3.       | 6.       | A       | 1:09,40 | 6.      | 6.       |
| Lisa Flood                                                                                     | 100 m mell             | 1:10,26  | 5.       | 12.      | B       | 1:10,21 | 2.      | 10.      |
| Christin Petelski                                                                              | 200 m mell             | 2:30,30  | 4.       | 8.       | A       | 2:31,45 | 8.      | 8.       |
| Riley Mants                                                                                    | 200 m mell             | 2:32,97  | 7.       | 19.      | kiesett | kiesett | kiesett | kiesett  |
| Sarah Evanetz                                                                                  | 100 m pillangó         | 1:01,32  | 5.       | 13.      | B       | 1:01,44 | 7.      | 15.      |
| Jessica Amey                                                                                   | 100 m pillangó         | 1:02,81  | 7.       | 25.      | kiesett | kiesett | kiesett | kiesett  |
| Jessica Deglau                                                                                 | 200 m pillangó         | 2:12,48  | 3.       | 5.       | A       | 2:11,40 | 6.      | 6.       |
| Andrea Schwartz                                                                                | 200 m pillangó         | 2:13,33  | 4.       | 9.       | B       | 2:14,07 | 7.      | 15.      |
| Andrea Schwartz                                                                                | 400 m gyors            | 4:19,46  | 7.       | 20.      | kiesett | kiesett | kiesett | kiesett  |
| Marianne Limpert                                                                               | 200 m vegyes           | 2:15,12  | 1.       | 1.       | A       | 2:14,35 | 2.      |          |
| Joanne Malar                                                                                   | 200 m vegyes           | 2:16,34  | 2.       | 6.       | A       | 2:15,30 | 4.      | 4.       |
| Joanne Malar                                                                                   | 200 m gyors            | 2:03,53  | 5.       | 17.      | B       | 2:03,79 | 8.      | 16.      |
| Joanne Malar                                                                                   | 400 m vegyes           | 4:47,85  | 3.       | 9.       | B       | 4:46,34 | 1.      | 9.       |
| Nancy Sweetnam                                                                                 | 400 m vegyes           | 4:48,56  | 5.       | 11.      | B       | 4:47,55 | 3.      | 11.      |
| Shannon Shakespeare Julie Howard Andrea Moody Marianne Limpert                                 | 4 × 100 m gyorsváltó   | 3:45,66  | 3.       | 6.       | A       | 3:46,27 | 7.      | 7.       |
| Marianne Limpert Shannon Shakespeare Andrea Schwartz Jessica Deglau Joanne Malar Sophie Simard | 4 × 200 m gyorsváltó   | 8:12,03  | 2.       | 6.       | A       | 8:08,16 | 5.      | 5.       |
| Julie Howard Guylaine Cloutier Sarah Evanetz Shannon Shakespeare                               | 4 × 100 m vegyes váltó | 4:09,50  | 2.       | 6.       | A       | 4:08,29 | 5.      | 5.       |

* - egy másik versenyzővel azonos eredményt ért el

## Vitorlázás
Férfi
| Versenyző                | Versenyszám     | Futam | Futam | Futam | Futam | Futam    | Futam | Futam | Futam | Futam | Futam | Futam | Pontszám | Helyezés |
| Versenyző                | Versenyszám     | 1     | 2     | 3     | 4     | 5        | 6     | 7     | 8     | 9     | 10    | 11    | Pontszám | Helyezés |
| ------------------------ | --------------- | ----- | ----- | ----- | ----- | -------- | ----- | ----- | ----- | ----- | ----- | ----- | -------- | -------- |
| Alain Bolduc             | Szörfvitorlázás | (38)  | 10    | 18    | 13    | (22)     | 17    | 8     | 18    | 11    |       |       | 95,0     | 16.      |
| Richard Clarke           | Finn dingi      | 14    | 6     | 3     | 10    | (32 PMS) | (28)  | 3     | 17    | 21    | 1     |       | 75,0     | 9.       |
| Paul Hannam Brian Storey | 470-es osztály  | 10    | 21    | 12    | 23    | 21       | (29)  | 20    | (37)  | 13    | 11    |       | 135,0    | 20.      |

Női
| Versenyző                                | Versenyszám     | Futam | Futam | Futam | Futam | Futam | Futam | Futam | Futam | Futam    | Futam | Futam | Pontszám | Helyezés |
| Versenyző                                | Versenyszám     | 1     | 2     | 3     | 4     | 5     | 6     | 7     | 8     | 9        | 10    | 11    | Pontszám | Helyezés |
| ---------------------------------------- | --------------- | ----- | ----- | ----- | ----- | ----- | ----- | ----- | ----- | -------- | ----- | ----- | -------- | -------- |
| Caroll-Ann Alie                          | Szörfvitorlázás | 11    | 7     | 7     | (16)  | 6     | 10    | 2     | 14    | (28 PMS) |       |       | 57,0     | 12.      |
| Tine Moberg-Parker                       | Europe          | 4     | 15    | 9     | 3     | 12    | (29*) | 17    | 19    | (22)     | 8     | 7     | 94,0     | 13.      |
| Leigh Andrew-Pearson Penny Stamper-Davis | 470-es osztály  | (23)  | 1     | 3     | (20)  | 6     | 10    | 5     | 8     | 19       | 8     |       | 76,0     | 9.       |

Nyílt
| Versenyző                     | Versenyszám | Futam | Futam    | Futam | Futam | Futam | Futam | Futam | Futam | Futam | Futam | Futam | Pontszám | Helyezés |
| Versenyző                     | Versenyszám | 1     | 2        | 3     | 4     | 5     | 6     | 7     | 8     | 9     | 10    | 11    | Pontszám | Helyezés |
| ----------------------------- | ----------- | ----- | -------- | ----- | ----- | ----- | ----- | ----- | ----- | ----- | ----- | ----- | -------- | -------- |
| Rod Davies                    | Laser       | 22    | (57 PMS) | 24    | 25    | 17    | (28)  | 23    | 25    | 26    | 23    | 9     | 194,0    | 26.      |
| Ross MacDonald Eric Jespersen | Csillaghajó | (26)  | (26)     | 3     | 18    | 7     | 8     | 11    | 5     | 23    | 7     | 0     | 82,0     | 14.      |
| Marc Peers Roy Janse          | Tornádó     | (17)  | 11       | 9     | 9     | 9     | 12    | (17)  | 8     | 9     | 8     | 8     | 83,0     | 11.      |

* - kizárták
| Versenyző                             | Versenyszám | Futam | Futam | Futam | Futam | Futam | Futam | Futam | Futam | Futam | Futam | Futam | Futam | Negyeddöntő                                                                | Elődöntő          | Döntő             | Helyezés |
| Versenyző                             | Versenyszám | 1     | 2     | 3     | 4     | 5     | 6     | 7     | 8     | 9     | 10    | Pont  | Hely. | Ellenfél Eredmény                                                          | Ellenfél Eredmény | Ellenfél Eredmény | Helyezés |
| ------------------------------------- | ----------- | ----- | ----- | ----- | ----- | ----- | ----- | ----- | ----- | ----- | ----- | ----- | ----- | -------------------------------------------------------------------------- | ----------------- | ----------------- | -------- |
| Bill Abbott Joanne Abbott Brad Boston | Soling      | 9     | (20)  | (16)  | 10    | 2     | 8     | 1     | 1     | 8     | 8     | 47    | 5.    | Oroszország (RUS) · Georgij Sajduko · Igor Szkalin · Dmitrij Sabanov · 0–3 | kiesett           | kiesett           | 5.       |

## Vívás
Férfi
| Versenyző                                          | Versenyszám       | Selejtező                          | 32-es főtábla                   | Nyolcaddöntő      | Negyeddöntő                                                                    | Elődöntő                                                                                       | Bronz- mérkőzés | Döntő             | Helyezés |
| Versenyző                                          | Versenyszám       | Ellenfél Eredmény                  | Ellenfél Eredmény               | Ellenfél Eredmény | Ellenfél Eredmény                                                              | Ellenfél Eredmény                                                                              | Ellenfél Eredmény | Ellenfél Eredmény | Helyezés |
| -------------------------------------------------- | ----------------- | ---------------------------------- | ------------------------------- | ----------------- | ------------------------------------------------------------------------------ | ---------------------------------------------------------------------------------------------- | --- | ----------------- | -------- |
| Jean-Marc Chouinard                                | Párbajtőr, egyéni | erőnyerő                           | Marius Strzalka (GER) · 12–15   | kiesett           | kiesett                                                                        | kiesett                                                                                        | kiesett | kiesett           | 19.      |
| Danek Nowosielski                                  | Párbajtőr, egyéni | erőnyerő                           | Iván Trevejo (CUB) · 14–15      | kiesett           | kiesett                                                                        | kiesett                                                                                        | kiesett | kiesett           | 20.      |
| James Ransom                                       | Párbajtőr, egyéni | Mike Marx (USA) · 9–15             | kiesett                         | kiesett           | kiesett                                                                        | kiesett                                                                                        | kiesett | kiesett           | 38.      |
| Jean-Paul Banos                                    | Kard, egyéni      | Archil Lortkipanidze (GEO) · 15–13 | Tonhi Terenzi (ITA) · 7–15      | kiesett           | kiesett                                                                        | kiesett                                                                                        | kiesett | kiesett           | 29.      |
| Tony Plourde                                       | Kard, egyéni      | Yan Xiandong (CHN) · 15–9          | Navarrete József (HUN) · 9–15   | kiesett           | kiesett                                                                        | kiesett                                                                                        | kiesett | kiesett           | 30.      |
| Jean-Marie Banos                                   | Kard, egyéni      | Tom Strzalkowski (USA) · 15–11     | Grigorij Kirijenko (RUS) · 8–15 | kiesett           | kiesett                                                                        | kiesett                                                                                        | kiesett | kiesett           | 31.      |
| Jean-Marc Chouinard Danek Nowosielski James Ransom | Párbajtőr, csapat |                                    |                                 |                   | Spanyolország (ESP) · Oscar Fernández · César González · Raúl Maroto · 41–45   | A 9–11. helyért · Románia (ROU) · Aurel Bratu · Gheorghe Epurescu · Gabriel Pantelimon · 45–26 | A 9. helyért · Dél-Korea (KOR) · Csang Theszok (Jang Tae-seok) · I Szanggi (Lee Sang-gi) · Jang Nöszong (Yang Noe-seong) · 45–40 |                   | 9.       |
| Jean-Marie Banos Jean-Paul Banos Tony Plourde      | Kard, csapat      |                                    |                                 |                   | Spanyolország (ESP) · Antonio García · Fernando Medina · Raúl Peinador · 25–45 |                                                                                                | A 9. helyért · Egyesült Államok (USA) · Peter Cox, Jr. · Peter Westbrook · Tom Strzalkowski · 43–45                              |                   | 10.      |